# Stanisław Brzóska
Stanisław Brzóska (30 décembre 1832, Dokudów Pierwszy - 23 mai 1865, Sokołów Podlaski) était un prêtre, un général et un chef politique polonais de l'insurrection polonaise de 1863-1864. Commandant un groupe de partisans dans la région de Podlas, il livra plusieurs escarmouches victorieuses contre les Russes. Vers la fin du mouvement, il devint chef suprême de l'insurrection, mais il est capturé en avril 1865, puis pendu.